# Teluk Pandak (Tanah Sepenggal)
Teluk Pandak is een bestuurslaag in het regentschap Bungo van de provincie Jambi, Indonesië. Teluk Pandak telt 3430 inwoners (volkstelling 2010).